# NGC 326
NGC 326 je galaxie v souhvězdí Ryb. Její zdánlivá jasnost je 13,3m a úhlová velikost 1,4′ × 1,4′. Je vzdálená 642 milionů světelných let, průměr má  světelných let. 
NGC 326 obsahuje dvě jádra obklopená oblastí horkého plynu. Tato galaxie pravděpodobně vznikla spojením dvou galaxií. Galaxie je silný zdroj radiového záření.
Galaxii objevil 24. srpna 1865 Heinrich d’Arrest.